# Dampierre-les-Bois
 Dampierre-les-Bois  es una población y comuna francesa, en la región de Franco Condado, departamento de Doubs, en el distrito de Montbéliard y cantón de Étupes.

## Demografía
| 1422 | 1559 | 1581 | 1570 | 1510 | 1545 |
| Para los censos de 1962 a 1999 la población legal corresponde a la población sin duplicidades (Fuente: INSEE [Consultar]) |      |      |      |      |      |